# Laurent Baheux
 (mai 2021).
Si vous disposez d'ouvrages ou d'articles de référence ou si vous connaissez des sites web de qualité traitant du thème abordé ici, merci de compléter l'article en donnant les références utiles à sa vérifiabilité et en les liant à la section « Notes et références ».
Pour les articles homonymes, voir Baheux.
Laurent Baheux est un photographe animalier français, né le 27 mars 1970 à Poitiers. 

## Biographie
Disposant d'une formation d'accompagnant éducatif et social (AES), il a débuté en journalisme comme rédacteur sportif dans le quotidien Centre presse à Poitiers et a découvert la photographie en autodidacte. Il couvre l’actualité sportive internationale depuis 1998.
Il réalise en parallèle depuis 2002 un travail personnel[Interprétation personnelle ?], projet photographique en noir et blanc sur la grande faune sauvage du continent africain. Il expose pour la première fois en 2006, au château royal de Collioure. Son œuvre a fait l'objet d'un ouvrage, Terre des lions, publié en 2009 dont il reverse une partie de ses droits au WWF-France pour financer des projets de préservation de la biodiversité en Afrique, ainsi que plusieurs expositions, dont Beau et Vital à Paris en 2009, toujours en partenariat avec le WWF-France. Il est depuis 2013 ambassadeur de bonne volonté du Programme des Nations unies pour l'environnement (PNUE).
Ses photos de la faune africaine et des États-Unis sont exposées dans différentes galeries d'art en France et à l'étranger.

## Distinctions
- Élu SFR Jeunes Talents au concours SFR (Arles-France) en 2007
- European Wildlife Photographer of the Year du Musée d'histoire naturelle de Londres, mention Specially commended, catégorie Vision Créative de la Nature, image Queue de lionne en 2007
- Coup de cœur Bourse du Talent numéro 32, catégorie portrait 2007
- Prix biodiversité du WWF France, 1er Festival de l'image environnementale (Paris-France) 2009
- Nommé à la 8e édition de la Nuit du Livre (Paris-France) 2010
- Prix du Beau Livre au 8e Festival Chapitre Nature (Le Blanc-France) 2010
- Prix Clic Clac de la Photographie, 30e Festival International du Film Ornithologique (Ménigoute-France) 2014
- Mention Spéciale, Adore Noir Photo Contest 2014
- Mention Spéciale[4],[5], Catégorie Monde Animal, Concours International de Photographie de Montagne, de Nature et d'Aventure Memorial Maria Luisa 2015
- Mention Spéciale[6], Catégorie Vie Sauvage/Animaux, Fine Art Photography Awards 2014
- Nommé au Concours Allemand du Livre de l'année [7] 2016
- Mention Spéciale[8], Catégorie Vie Sauvage, Moscow International Foto Awards 2016

## Expositions
- 2006 : exposition au château royal de Collioure (France)
- 2007 : exposition aux 38es Rencontres d'Arles (France)
- 2007 : exposition au 11e Festival international de la photo animalière et de nature à Montier-en-Der (France)
- 2008 : exposition au Musée d'histoire naturelle de Londres - photo primée au Wildlife photographer 2007
- 2008 : exposition à la Galerie d’Angleterre à Orléans (France)
- 2008 : exposition au 24e Festival international du film sur l'environnement à Ménigoute (France)
- 2008 : exposition à la 4e édition internationale "Festival Nature Namur" à Namur (Belgique)
- 2008 : exposition AFRICA à la galerie Lumas de Paris
- 2009 : exposition BEAU & VITAL, cours Bercy Village (Paris 12e) en partenariat avec le WWF-France
- 2009 : président du Festival de l'oiseau et de la nature en Baie de Somme (France), catégorie Photo
- 2009 : exposition ESPECES EN DANGER à la galerie Xavier Nicolas (Paris 7e) en faveur de l’Institut Jane Goodall
- 2009 : exposition BEAU & VITAL, invité d'honneur du 13e Festival international de la photo animalière et de nature à Montier-en-Der (France)
- 2010 : exposition au 2e Festival de la photographie de Toulouse "MAP" (France)
- 2010 : exposition au 8e Festival du livre nature et environnement "Chapitre Nature" de la ville Le Blanc (France)
- 2010 : exposition au 14e Festival de la photographie de voyage et d’aventure "Chroniques nomades" à Honfleur (France)
- 2010 : exposition promenade de la Mairie de Paris "Regards sur la biodiversité" au Parc de Bagatelle Paris 16e (France)
- 2011 ; exposition Terre des Lions, Galerie BlinPlusBlin (Montfort-L'Amaury)
- 2012 : exposition D'ivoire et d'ébène, Galerie BlinPlusBlin (Montfort-L'Amaury)
- 2012 : exposition au 18e "Festival Nature Namur" à Namur (Belgique)
- 2013 : Black and wild, jardin des Sens, Coutières (France)
- 2013 : vente au profit de l’association Badao[9], Atelier Yann Arthus-Bertrand, Paris (France)
- 2013 : Wild and precious[10], avec la fondation GoodPlanet, l’UNEP (Programme Environnemental des Nations unies) et la CITES (Convention sur le Commerce International sur les espèces de faune et flore sauvages menacées d'extinction), Shanghai (Chine)
- 2014 : 30e festival international du Film Ornithologique[11] à Ménigoute (France)
- 2014 : exposition Collective Africa, Celina Gallery (Luxembourg)
- 2014 : exposition Africa, Images de Nature (Bex, Suisse)
- 2014 : Wild and precious[10], avec la fondation GoodPlanet, l’UNEP (Programme Environnemental des Nations unies) et la CITES (Convention sur le Commerce International sur les espèces de faune et flore sauvages menacées d'extinction), Pékin (Chine), Genève (Suisse), Nairobi (Kenya)
- 2015 : salon de la Photographie de Nature, Barr (France)[12]
- 2016 : exposition Album de Famille de l'Afrique Sauvage, Festival Photographique Moncoutant (France)[13] avec Reza Deghati, Invité d'Honneur
- 2016 : exposition Album de Famille de l'Afrique Sauvage, Biennale Nicephore+ à Clermont Ferrand (France)
- 2017 : exposition Album de Famille de l'Afrique Sauvage dans le cadre de l'opération " Enfants de la mer ", à Argeles-Sur-Mer (France)[14]
- 2018 : exposition Afrique Sauvage au Festival Anymal organisé par Rémi Gaillard, à Montpellier (France)

## Portfolios
- 2007 : magazines Photofan, Geo, Image & Nature
- 2008 : magazines 30 millions d'amis, Déclic Photo, Le Petit quotidien, Terre sauvage, Ushuaïa, Panda magazine
- 2009 : magazine Rosebuzz
- 2010 : magazines Réponses Photo, Geo Ado, Nouveaux regards (revue de l'Institut de recherches de la FSU)
- 2021 : dossier[15]